# Kala Pegasing
Kala Pegasing is een bestuurslaag in het regentschap Aceh Tengah van de provincie Atjeh, Indonesië. Kala Pegasing telt 512 inwoners (volkstelling 2010).